# Georg-Elser-Preis

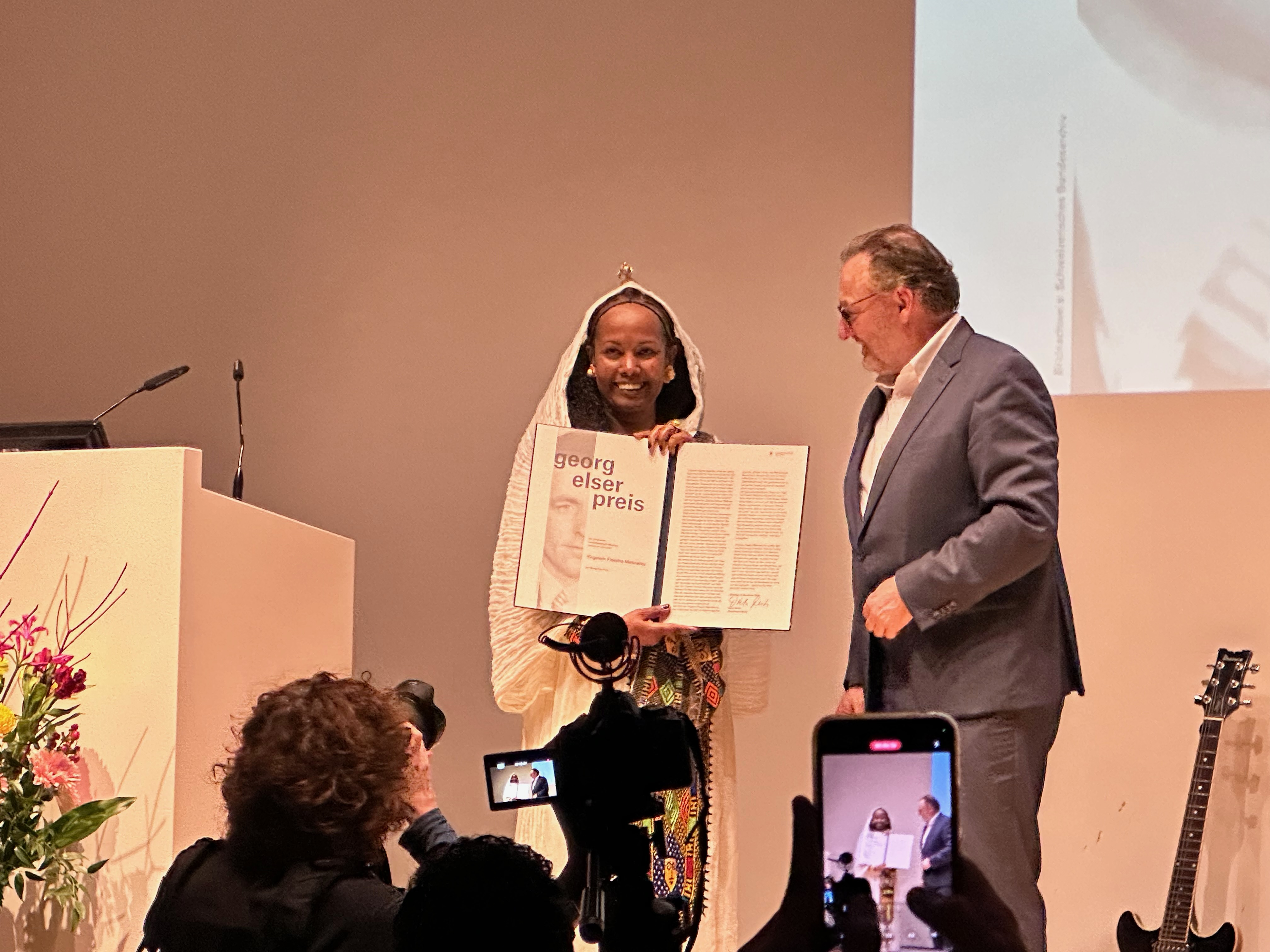
Preisträgerin 2023 Yirgalem Fisseha Mebrahtu zusammen mit Kulturreferent der Stadt München Anton Biebl

Der Georg-Elser-Preis ist ein Preis für Zivilcourage und zivilen Ungehorsam gegen herrschende Staatsgewalt. Er ist nach Georg Elser benannt, der 1939 ein Attentat auf Hitler und nahezu die gesamte NS-Führungsspitze verübte.
Preisträger können laut dem ursprünglichen, von mehreren Elser-Initiativen beschlossenen Statut nur werden:
- Einzelpersonen (in begründeten Ausnahmefällen auch Vertreter von Initiativen), die sich durch Zivilcourage, zivilen Ungehorsam und unerschrockenes Handeln gegen die herrschende Staatsgewalt hervorgetan haben.
- Menschen, die wie Georg Elser früh erkannt haben, „wohin die Reise gehen“ soll und sich mit aller Kraft einem herrschenden, zynischen, zerstörerischen Trend entgegengestellt haben.
- Menschen, die ihrem Gewissen folgend, stellvertretend für die schweigende Mehrheit Verantwortung übernehmen, ja ihre Existenz aufs Spiel setzen, um das Schlimmste zu vermeiden, um als Recht Erkanntes gegen offiziell geltendes Recht durchzusetzen.
- Menschen, die trotz Globalisierungseuphorie und Terrorismusangst zeigen, dass es möglich, ja nötig ist, gegen den Strom zu schwimmen, sich auf die Seite der Schwachen, Benachteiligten, Unterdrückten zu stellen und etwas tun.

Der Preis wurde von 2001 bis 2007 zweijährlich von der im Statut festgelegten Jury (Gedenkstätte Deutscher Widerstand, Georg-Elser-Initiative München, Georg-Elser-Arbeitskreis Heidenheim, Georg-Elser-Initiative Bremen und Georg-Elser-Initiative Berlin) bestimmt und mit 5.000 Euro dotiert.
2009 und 2011 wurde der Preis unter Umgehung der laut Statut zuständigen Institutionen allein von der Georg-Elser-Initiative München vergeben, 2009 ohne die festgelegte Dotierung von 5.000 Euro.
2012 stellten die  Münchner Stadtratsfraktionen von SPD und Grünen einen Antrag, der Preis möge künftig von der Stadt München verliehen werden. In diesem Zusammenhang wurde bekannt, dass Hella Schlumberger von der Georg-Elser-Initiative München sich bereits 2009 den Namen „Georg-Elser-Preis“ beim Deutschen Patent- und Markenamt als Wortmarke eintragen ließ. Am 22. November 2012 bewilligte der Kulturausschuss der Stadt München die Mittel zur Vergabe eines Georg-Elser-Preises durch die Stadt München ab 2013, worauf der Preis am 4. November 2013 erstmals durch die Stadt München vergeben wurde. Damit war das ursprünglich gemeinsame Projekt der Elser-Initiativen endgültig beendet.

## Preisträger
- 2001 – Georg-Elser-Initiative München: Jürgen Quandt[2]
- 2003 – Georg-Elser-Arbeitskreis Heidenheim: Winfried Maier[2]
- 2005 – Georg-Elser-Initiative Bremen: Verband der Komitees der Soldatenmütter Russlands[2]
- 2007 – Georg-Elser-Initiative Berlin: Elias Bierdel[2]
- 2009 – Georg-Elser-Initiative München: Beate Klarsfeld
- 2011 – Georg-Elser-Initiative München: Dietrich Wagner
- 2013 – Landeshauptstadt München: Thomas Kuban und Peter Ohlendorf[6]
- 2015 – Landeshauptstadt München: Angelika Lex[7]
- 2017 – Landeshauptstadt München: Ernst Grube[8]
- 2019 – Landeshauptstadt München:  Michael Buschheuer[9]
- 2021 – Landeshauptstadt München: Seda Başay-Yıldız[10]
- 2023 – Landeshauptstadt München: Yirgalem Fisseha Mebrahtu[11]
- 2025 – Landeshauptstadt München: recherche-nord[12]